# 李可瑩
李可瑩（Jessica Lee Hor Ying，1982年2月1日—），香港前亞洲電視女藝員。1997年畢業于香港舞蹈藝術學院，2002年加入亞洲電視藝員訓練班，2008年從aTV藝員訓練班畢業。

## 電視劇（亞洲電視）
- 2002年   吉祥任務
- 2002年   子是故人來
- 2002年   法內情2002
- 2002年   異世驚情夢
- 2002年   暴風型警
- 2003年   萬家燈火
- 2005年   美麗傳說II星願
- 2005年   危險人物–八仙飯店 飾 阿影
- 2005年   情陷夜中環
- 2006年   香港奇案實錄– 重裝悍匪 飾 介辣
- 2006年   情陷夜中環II 飾 Shirley
- 2006年   義無反顧
- 2007年   靈舍不同
- 2008年   火蝴蝶 飾 Ada

## 主持節目
- 2002	全民大測試
- 2002	葆露絲完全曲線美
- 2002	2003節目巡禮
- 2002	威馬工展迎新禧
- 2002	工展會 – 就係名牌開心Show
- 2003	「告別添馬」慶祝晚會暨第37屆「工展會」慶功宴
- 2003	喜慶羊羊滿萬家
- 2003	羊羊得意話新春
- 2003	529星光薈萃賀台慶
- 2003	第九屆十大電視廣告頒獎禮
- 2003	抗炎行動II人人有責
- 2004	金猴賀歲迎新春
- 2004	風起八桂 – 廣西大地行
- 2004	第十屆十大電視廣告頒獎典禮（表演嘉賓）
- 2004	亞視台慶新勢力
- 2005	金雞賀歲迎新春
- 2005	亞視金曲賀台慶
- 2005 	冷知識衝動
- 2005	529真情洋溢台慶夜
- 2005	2005亞洲先生競選
- 2005	亞姐競選特區賽區決賽
- 2005	2005亞姐競選總決賽
- 2005	下午麼麼茶
- 2005	香港奇蹟QTS
- 2005 	慶祝香港回歸八週年
- 2006	祥祥狗狗賀新禧
- 2006	大年初一大四喜
- 2006	東瀛狀元榜（主持）
- 2006	第十二屆十大電視廣告頒獎典禮
- 2006- 07 亞洲電視兒童台（主持）
- 2006	萬眾同歡賀台慶
- 2006	增值創未來
- 2006- 08 下午麼麼茶
- 2006	以一敵百
- 2006	區瑞強擁抱大自然
- 2006	健康解碼
- 2006/07	第一手真相
- 2007	豬年吉祥
- 2007	香港十大自然勝景象
- 2007/08	有腦E班
- 2007	夜蒲點
- 2007	省靚招牌
- 2007	斑馬在線
- 2007	08節目巡禮
- 2007	第14屆金馬獎頒獎禮
- 2008	新春金鼠全攻略
- 2008	今日法庭
- 2008       師奶我最大
- 2008	資歷架構小百科
- 2008	08 飲食天王頒獎禮
- 2008       樂壇風雲五十年
- 2007- 08	群星總動員
- 2008	潮湧粵東北
- 2008	08 奧運60日倒數

## 電影
- 2003	六樓后座
- 2003	龍咁威2003

## 舞台劇
- 2012   手語音樂劇《無耳兔的自畫像》

## 外部連結
李可瑩檔案